# Кевін Кравіц
Кевін Кравіц (нім. Kevin Krawietz) — німецький тенісист, спеціаліст із парної гри, переможець Відкритого чемпіонату Франції в парному розряді. 

## Значні фінали

### Фінали турнірів Великого шолома

#### Пари: 1
| Результат | Рік  | Турнір      | Поверхня | Партнер     | Супротивники               | Рахунок       |
| --------- | ---- | ----------- | -------- | ----------- | -------------------------- | ------------- |
| Перемога  | 2019 | French Open | Ґрунт    | Андреас Міс | Фабріс Мартен Жеремі Шарді | 6-2, 7-6(7-3) |

## Фінали туру ATP

### Парний розряд: 23 (12 титулів, 11 поразок)
| Легенда                       |
| ----------------------------- |
| Турніри Великого шолома (2–1) |
| ATP Фінали (1–0)              |
| ATP Masters 1000 (0–0)        |
| ATP 500 (5–5)                 |
| ATP 250 (4–5)                 |

| Фінали за покриттям |
| ------------------- |
| Тверде (3–5)        |
| Ґрунт (7–4)         |
| Трава (2–2)         |

| Фінали за умовами |
| ----------------- |
| Під небом (9–9)   |
| В залі (3–2)      |

| Результат | В-П   | Дата     | Турнір                                          | Tier       | Покриття   | Партнер      | Опоненти                               | Рахунок                    |
| --------- | ----- | -------- | ----------------------------------------------- | ---------- | ---------- | ------------ | -------------------------------------- | -------------------------- |
| Перемога  | 1–0   | Лют 2019 | New York Open, США                              | ATP 250    | Тверде (i) | Андреас Міс  | Сантьяго Гонсалес Айсам-уль-Хак Куреші | 6–4, 7–5                   |
| Перемога  | 2–0   | Чер 2019 | Відкритий чемпіонат Франції з тенісу, Франція   | Grand Slam | Ґрунт      | Андреас Міс  | Жеремі Шарді Фабріс Мартен             | 6–2, 7–6(7–3)              |
| Перемога  | 3–0   | Жов 2019 | European Open, Бельгія                          | ATP 250    | Тверде (i) | Андреас Міс  | Ражів Рам Джо Солсбері                 | 7–6(7–1), 6–3              |
| Перемога  | 4–0   | Жов 2020 | French Open, Франція (2)                        | Grand Slam | Ґрунт      | Андреас Міс  | Мате Павич Бруно Соарес                | 6–3, 7–5                   |
| Поразка   | 4–1   | Жов 2020 | Cologne Турнір, Німеччина                       | ATP 250    | Тверде (i) | Андреас Міс  | Равен Класен Бен Маклахлан             | 2–6, 4–6                   |
| Поразка   | 4–2   | Бер 2021 | Rotterdam Open, Нідерланди                      | ATP 500    | Тверде (i) | Горія Текеу  | Нікола Мектич Мате Павич               | 6–7(7–9), 2–6              |
| Поразка   | 4–3   | Кві 2021 | Відкритий чемпіонат Барселони з тенісу, Іспанія | ATP 500    | Ґрунт      | Горія Текеу  | Хуан Себастьян Кабаль Роберт Фара      | 4–6, 2–6                   |
| Перемога  | 5–3   | Тра 2021 | BMW Open, Німеччина                             | ATP 250    | Ґрунт      | Веслі Колгоф | Сандер Жіє Йоран Вліґен                | 4–6, 6–4, [10–5]           |
| Перемога  | 6–3   | Чер 2021 | Halle Open, Німеччина                           | ATP 500    | Трава      | Горія Текеу  | Фелікс Оже-Аліассім Губерт Гуркач      | 7–6(7–4), 6–4              |
| Поразка   | 6–4   | Лип 2021 | Hamburg European Open, Німеччина                | ATP 500    | Ґрунт      | Горія Текеу  | Тім Пюц Майкл Вінус                    | 3–6, 7–6(7–3), [8–10]      |
| Перемога  | 7–4   | Кві 2022 | Barcelona Open, Іспанія                         | ATP 500    | Ґрунт      | Андреас Міс  | Веслі Колхоф Ніл Скупскі               | 6–7(3–7), 7–6(7–5), [10–6] |
| Перемога  | 8–4   | Тра 2022 | Bavarian Championships, Німеччина (2)           | ATP 250    | Ґрунт      | Андреас Міс  | Рафаель Матос Давід Веґа Ернандес      | 4–6, 6–4, [10–7]           |
| Поразка   | 8–5   | Кві 2023 | Bavarian Championships, Німеччина               | ATP 250    | Ґрунт      | Тім Пютц     | Александер Ерлер Лукас Мідлер          | 3–6, 4–6                   |
| Поразка   | 8–6   | Чер 2023 | Stuttgart Open, Німеччина                       | ATP 250    | Трава      | Тім Пютц     | Нікола Мектич Мате Павич               | 6–7(2–7), 3–6              |
| Перемога  | 9–6   | Лип 2023 | Hamburg Open, Німеччина                         | ATP 500    | Ґрунт      | Тім Пютц     | Сандер Жіє Йоран Вліґен                | 7–6(7–4), 6–3              |
| Поразка   | 9–7   | Січ 2024 | Brisbane International, Австралія               | ATP 250    | Тверде     | Тім Пютц     | Ллойд Ґласспул Жан-Жульєн Роєр         | 6–7(3–7), 7–5, [10–12]     |
| Поразка   | 9–8   | Чер 2024 | Halle Open, Німеччина                           | ATP 500    | Трава      | Тім Пютц     | Сімоне Болеллі Андреа Вавассорі        | 6–7(3–7), 6–7(5–7)         |
| Перемога  | 10–8  | Лип 2024 | Hamburg Open, Німеччина (2)                     | ATP 500    | Ґрунт      | Тім Пютц     | Фаб'єн Ребуль Едуар Роже-Васслен       | 7–6(10–8), 6–2             |
| Поразка   | 10–9  | Вер 2024 | Відкритий чемпіонат США з тенісу, США           | Grand Slam | Тверде     | Тім Пютц     | Макс Перселл Джордан Томпсон           | 4–6, 6–7(4–7)              |
| Перемога  | 11–9  | Лис 2024 | Фінал ATP, Італія                               | ATP Фінали | Тверде (i) | Тім Пютц     | Марсело Аревало Мате Павич             | 7–6(7–5), 7–6(8–6)         |
| Поразка   | 11–10 | Січ 2025 | Adelaide International, Австралія               | ATP 250    | Тверде     | Тім Пютц     | Сімоне Болеллі Андреа Вавассорі        | 6–4, 6–7(4–7), [9–11]      |
| Поразка   | 11–11 | Кві 2025 | Bavarian Championships, Німеччина               | ATP 500    | Ґрунт      | Тім Пютц     | Андре Ґоранссон Сем Вербек             | 4–6, 4–6                   |
| Перемога  | 12–11 | Чер 2025 | Halle Open, Німеччина                           | ATP 500    | Трава      | Тім Пюц      | Сімоне Болеллі Андреа Вавассорі        | 6–3, 7–6(7–4)              |